# Côm nhung
Côm nhung (danh pháp khoa học: Elaeocarpus coactilus) là một loài thực vật có hoa trong họ Côm. Loài này được Gagnep. mô tả khoa học đầu tiên năm 1940.